# Fernando Kri
Fernando Kri, seudónimo de Ewald Mornhinweg Müller (Santiago, 1939), es un escritor chileno. Además del seudónimo Fernando Kri, utiliza los de Rodrigo Balazarte y Fray Kiron.

## Carrera
En los comienzos de su carrera realizó algunas publicaciones periodísticas y de cuentos. Luego pasó a dedicarse más que nada al teatro y a la narrativa breve.
Recibió educación en el Liceo Alemán de Santiago y estudió dramaturgia en la Universidad Católica.
Escribió también guiones de radio y televisión, y dirigió teatro y cine.
Desempeñó diferentes cargos, como presidente del Ateneo de Santiago (de 1992 a 1995) y director de la Sociedad de Escritores de Chile.

## Obra
- El símbolo (1958, teatro)
- ¿A dónde vamos? (1958, teatro)
- En un sofá cualquiera (1959, teatro)
- En la encrucijada (1960, teatro)
- Amor tras la niebla (1961, cuentos)
- Opus 13 en No Sostenido Mayor (1965, obra de teatro estrenada en Francia)
- Kapsilia (1987, cuentos)
- Solo amargo para flauta dulce (1995, cuentos)
- Kaktus (2018, cuentos)

## Premios
- Su obra teatral fue premiada por el ITUCH (Instituto de Teatro de la Universidad de Chile).